# Dalanjargalan
Dalanjargalan (mongoliska: Даланжаргалан Сум, Даланжаргалан) är ett distrikt i Mongoliet.   Det ligger i provinsen Dornogobi, i den östra delen av landet, 280 km sydost om huvudstaden Ulaanbaatar.